# Große Freiheit Live
Große Freiheit Live ist das vierte Livealbum der deutschen Rock-Musikgruppe Unheilig. Das Album beinhaltet alle Lieder, die auf der Großen Freiheit Tour 2010 (von März bis Mai) gespielt wurden. Hauptsächlich wurden Lieder des zu diesem Zeitpunkt aktuellen Albums Große Freiheit gespielt. Aufgenommen wurden alle Stücke im Palladium in Köln am 17. April 2010. Das Album erschien am 11. Juni 2010 in Deutschland und kurz darauf auch in Österreich.

## Titelliste
| CD 1 1. Das Meer – 3:42 2. Seenot – 4:45 3. Schenk mir ein Wunder – 4:44 4. Unter deiner Flagge – 4:26 5. Feuerengel – 5:44 6. Abwärts – 5:52 7. Halt mich – 5:28 8. An deiner Seite – 6:30 9. Freiheit – 5:59 10. Astronaut – 5:33                                                                                                   | CD 2 1. Große Freiheit – 7:29 2. Kleine Puppe – 7:21 3. Unter Feuer – 5:07 4. Maschine – 4:46 5. Für immer – 3:41 6. Lampenfieber – 7:04 7. Geboren um zu leben – 4:55 8. Ich gehöre mir – 3:52 9. Mein Stern – 6:46 |
| DVD 1: Das Konzert 1. Das Meer 2. Seenot 3. Schenk mir ein Wunder 4. Unter deiner Flagge 5. Feuerengel 6. Abwärts 7. Halt mich 8. An deiner Seite 9. Freiheit 10. Astronaut 11. Große Freiheit 12. Kleine Puppe 13. Unter Feuer 14. Maschine 15. Für immer 16. Lampenfieber 17. Geboren um zu leben 18. Ich gehöre mir 19. Mein Stern | DVD 2: Die musikalische Reise 1. Das Meer 2. Seenot 3. Schenk mir ein Wunder 4. Unter deiner Flagge 5. Feuerengel 6. Abwärts 7. Halt mich 8. An deiner Seite 9. Freiheit 10. Astronaut 11. Große Freiheit 12. Kleine Puppe 13. Unter Feuer 14. Maschine 15. Für immer 16. Lampenfieber 17. Geboren um zu leben 18. Ich gehöre mir 19. Mein Stern |

## Große Freiheit Tour
Diese Liste beinhaltet alle Konzerte in chronologischer Reihenfolge, die bei der Großen Freiheit Tour 2010/2011 bisher gespielt wurden:
| Datum              | Stadt                 | Veranstaltungsort                      | Land        |
| ------------------ | --------------------- | -------------------------------------- | ----------- |
| 19. März 2010      | Bochum                | RuhrCongress                           | Deutschland |
| 20. März 2010      | Erfurt                | Thüringenhalle                         | Deutschland |
| 27. März 2010      | Gießen                | Hessenhallen                           | Deutschland |
| 1. April 2010      | München, Freimann     | Zenith                                 | Deutschland |
| 3. April 2010      | Berlin                | Columbiahalle                          | Deutschland |
| 4. April 2010      | Dresden               | Alter Schlachthof                      | Deutschland |
| 5. April 2010      | Dresden               | Alter Schlachthof                      | Deutschland |
| 9. April 2010      | Magdeburg             | AMO                                    | Deutschland |
| 10. April 2010     | Hamburg               | Docks                                  | Deutschland |
| 11. April 2010     | Hamburg               | Docks                                  | Deutschland |
| 12. April 2010     | Hamburg               | Docks                                  | Deutschland |
| 16. April 2010     | Leipzig, Markkleeberg | agra-Messegelände                      | Deutschland |
| 17. April 2010     | Köln                  | Palladium                              | Deutschland |
| 24. April 2010     | Wien                  | Szene                                  | Österreich  |
| 30. April 2010     | Pratteln              | Z7                                     | Schweiz     |
| 1. Mai 2010        | Pratteln              | Z7                                     | Schweiz     |
| 2. Mai 2010        | Bostalsee             | Hexentanz Festival 2010                | Deutschland |
| 6. Mai 2010        | Bielefeld             | Ringlokschuppen                        | Deutschland |
| 7. Mai 2010        | Bielefeld             | Ringlokschuppen                        | Deutschland |
| 8. Mai 2010        | Würzburg              | Posthalle                              | Deutschland |
| 9. Mai 2010        | Berlin                | Columbiahalle                          | Deutschland |
| 12. Mai 2010       | Wien                  | Planet.tt in der BA Halle im Gasometer | Österreich  |
| 14. Mai 2010       | Köln                  | Palladium                              | Deutschland |
| 15. Mai 2010       | Oberhausen            | Turbinenhalle                          | Deutschland |
| 16. Mai 2010       | Oberhausen            | Turbinenhalle                          | Deutschland |
| 21. Mai 2010       | Stuttgart             | Liederhalle                            | Deutschland |
| 22. Mai 2010       | Stuttgart             | Liederhalle                            | Deutschland |
| 12. Juni 2010      | Interlaken            | Greenfield Festival                    | Schweiz     |
| 13. Juni 2010      | Gelsenkirchen         | BLACKFIELD-Festival 2010               | Deutschland |
| 19. Juni 2010      | Koblenz               | Benefizkonzert Koblenz                 | Deutschland |
| 17. Juli 2010      | Glauchau              | One By One Festival                    | Deutschland |
| 18. Juli 2010      | Waregem               | Gothic Festival                        | Belgien     |
| 30. Juli 2010      | Gräfenhainichen       | Ferropolis                             | Deutschland |
| 31. Juli 2010      | Hanau                 | Amphitheater                           | Deutschland |
| 1. August 2010     | Hanau                 | Amphitheater                           | Deutschland |
| 7. August 2010     | Hildesheim            | M'ERA LUNA Festival                    | Deutschland |
| 15. August 2010    | Schwetzingen          | Schlossgarten Schwetzingen             | Deutschland |
| 20. August 2010    | Schwerin              | Freilichtbühne                         | Deutschland |
| 21. August 2010    | Großpösna             | Highfield-Festival                     | Deutschland |
| 28. August 2010    | Hamburg               | Trabrennbahn                           | Deutschland |
| 4. September 2010  | Northeim              | Waldbühne Northeim                     | Deutschland |
| 11. September 2010 | Ravensburg            | Berg Open Air                          | Deutschland |
| 17. September 2010 | Hemer                 | Landesgartenschau Hemer 2010           | Deutschland |
| 18. September 2010 | Bern                  | Bierhubeli                             | Schweiz     |
| 19. September 2010 | Zürich                | Volkshaus Zürich                       | Schweiz     |
| 25. September 2010 | Stuttgart             | SWR3 New Pop Festival                  | Deutschland |
| 29. September 2010 | Graz                  | Orpheum Graz                           | Österreich  |
| 30. September 2010 | Hohenems              | Event Center                           | Österreich  |
| 1. Oktober 2010    | Friesenegg            | Posthof                                | Österreich  |
| 22. Oktober 2010   | Hamburg               | Hohenems                               | Deutschland |
| 23. Oktober 2010   | Linz                  | Posthof                                | Österreich  |
| 24. Oktober 2010   | Graz                  | Helmut List Halle                      | Österreich  |
| 12. November 2010  | Siegen                | Siegerlandhalle                        | Deutschland |
| 13. November 2010  | Siegen                | Siegerlandhalle                        | Deutschland |
| 18. November 2010  | Frankfurt am Main     | Jahrhunderthalle                       | Deutschland |
| 19. November 2010  | Frankfurt am Main     | Jahrhunderthalle                       | Deutschland |
| 20. November 2010  | Regensburg            | Donau-Arena                            | Deutschland |
| 25. November 2010  | Wien                  | Planet.tt in der BA Halle im Gasometer | Österreich  |
| 26. November 2010  | Fürth                 | Stadthalle Fürth                       | Deutschland |
| 27. November 2010  | Münster               | Messe+Congress Centrum                 | Deutschland |
| 28. November 2010  | Münster               | Messe+Congress Centrum                 | Deutschland |
| 4. Dezember 2010   | Bremen                | Bremen Arena                           | Deutschland |
| 5. Dezember 2010   | Kiel                  | Sparkassen-Arena-Kiel                  | Deutschland |
| 10. Dezember 2010  | Braunschweig          | Volkswagen Halle                       | Deutschland |
| 11. Dezember 2010  | Chemnitz              | Chemnitz Arena                         | Deutschland |
| 14. Dezember 2010  | Mannheim              | Maimarkthalle                          | Deutschland |
| 15. Dezember 2010  | Kassel                | Stadthalle Kassel                      | Deutschland |
| 16. Dezember 2010  | Mannheim              | Maimarkthalle                          | Deutschland |
| 17. Dezember 2010  | Ulm                   | Donauhalle                             | Deutschland |
| 18. Dezember 2010  | Trier                 | Arena Trier                            | Deutschland |
| 25. Dezember 2010  | Berlin                | arena Berlin-Treptow                   | Deutschland |
| 26. Dezember 2010  | Berlin                | arena Berlin-Treptow                   | Deutschland |
| 28. Dezember 2010  | Kempten               | bigbox Allgäu                          | Deutschland |
| 29. Dezember 2010  | Freiburg              | Rothaus Arena                          | Deutschland |
| 30. Dezember 2010  | Düsseldorf            | Philipshalle                           | Deutschland |
| 2. Januar 2011     | Lingen (Ems)          | Emslandhallen                          | Deutschland |
| 7. Januar 2011     | Magdeburg             | Stadthalle Magdeburg                   | Deutschland |
| 8. Januar 2011     | Bamberg               | Stechert-Arena                         | Deutschland |
| 9. Januar 2011     | Salzburg              | Salzburgarena                          | Österreich  |
| 14. Januar 2011    | Dortmund              | Westfalenhalle                         | Deutschland |
| 15. Januar 2011    | Karlsruhe             | Europahalle                            | Deutschland |
| 16. Januar 2011    | Sursee                | Stadthalle Sursee                      | Schweiz     |
| 20. Januar 2011    | Augsburg              | Schwabenhalle                          | Deutschland |
| 21. Januar 2011    | Hannover              | AWD Hall                               | Deutschland |
| 22. Januar 2011    | Erfurt                | Thüringenhalle                         | Deutschland |
| 28. Januar 2011    | Rostock               | Stadthalle Rostock                     | Deutschland |
| 29. Januar 2011    | Cottbus               | Messehalle Cottbus                     | Deutschland |
| 4. Februar 2011    | Köln                  | Lanxess Arena                          | Deutschland |
| 5. Februar 2011    | Magdeburg             | Bördelandhalle                         | Deutschland |
| 15. April 2011     | Sankt Petersburg      | Zal Ozhidanija                         | Russland    |
| 16. April 2011     | Moskau                | Club Tochka                            | Russland    |

## Kommerzieller Erfolg

### Chartplatzierungen
In Deutschland zählen die Chartplatzierungen und Verkäufe zum vorab veröffentlichten Studioalbum Große Freiheit. In der Schweiz fand keine Platzierung in den Charts statt, einzig in Österreich konnte sich das Album in den dortigen Albumcharts platzierten. Es stieg am 25. Juni 2010 in den österreichischen Albumcharts auf Position 28 ein, die Höchstplatzierung konnte Große Freiheit Live am 10. Dezember 2010 erreichen, in dieser Kalenderwoche erreichte das Album Platz acht.
| ChartsChartplatzierungen | Höchstplatzierung | Wochen |
| ------------------------ | ----------------- | ------ |
| Österreich (Ö3)          | 8 (43 Wo.)        | 43     |

| ChartsJahrescharts (2010) | Platzierung |
| ------------------------- | ----------- |
| Österreich (Ö3)           | 16          |

### Auszeichnungen für Musikverkäufe
Videoalbum

| Land/Region        | Auszeichnungen für Musikverkäufe (Land/Region, Auszeichnung, Verkäufe) | Verkäufe |
| ------------------ | ---------------------------------------------------------------------- | -------- |
| Deutschland (BVMI) | Gold                                                                   | 25.000   |
| Insgesamt          | 1× Gold ·                                                              | 25.000   |